# Canton de Morteau
Le canton de Morteau est une circonscription électorale française située dans le département du Doubs et la région Bourgogne-Franche-Comté.
À la suite du redécoupage cantonal de 2014, les limites territoriales du canton sont remaniées. Le nombre de communes du canton passe de 7 à 25.

## Histoire
Le canton de Morteau a été créé en 1790.
Un nouveau découpage territorial du Doubs (département) entre en vigueur à l'occasion des élections départementales de mars 2015, défini par le décret du 25 février 2014, en application des lois du 17 mai 2013 (loi organique 2013-402 et loi 2013-403). Les conseillers départementaux sont, à compter de ces élections, élus au scrutin majoritaire binominal mixte. Les électeurs de chaque canton élisent au Conseil départemental, nouvelle appellation du Conseil général, deux membres de sexe différent, qui se présentent en binôme de candidats. Les conseillers départementaux sont élus pour 6 ans au scrutin binominal majoritaire à deux tours, l'accès au second tour nécessitant 12,5 % des inscrits au 1er tour. En outre la totalité des conseillers départementaux est renouvelée. Ce nouveau mode de scrutin nécessite un redécoupage des cantons dont le nombre est divisé par deux avec arrondi à l'unité impaire supérieure si ce nombre n'est pas entier impair, assorti de conditions de seuils minimaux. Dans le Doubs, le nombre de cantons passe ainsi de 35 à 19. Le nombre de communes du canton de Morteau reste inchangé à 25.
Le nouveau canton de Morteau est formé de communes des anciens cantons du Russey (18 communes) et de Morteau (7 communes). Le canton est entièrement inclus dans l'arrondissement de Pontarlier. Le bureau centralisateur est situé à Morteau.

## Représentation

### Conseillers généraux de 1833 à 2015
| Période | Période          | Identité                                         | Étiquette                              | Qualité |
| ------- | ---------------- | ------------------------------------------------ | -------------------------------------- | --- |
| 1833    | 1834 (démission) | Étienne Joseph Bobillier (1792-1841)             |                                        | Maître de forges à Les Gras |
| 1834    | 1845             | François-Alexis Singier (1793-1872)              |                                        | Notaire puis juge de paix Maire de Morteau Nommé percepteur en 1845                                                                         |
| 1845    | 1850 (décès)     | Jean-François-Joseph-Marie Cupillard (1788-1850) |                                        | Ancien percepteur à Montlebon |
| 1850    | 1852             | Charles-Albert-Gonzalve Pertusier (1817-1898)    |                                        | Industriel, maire de Morteau, conseiller d'arrondissement                                                                                   |
| 1852    | 1855             | François-Xavier Gaulard                          |                                        | Maire de La Grand'Combe |
| 1855    | 1871             | Pierre-Célestin Latour-Dumoulin                  | Majorité dynastique puis Centre gauche | Avocat - Député (1853-1870) |
| 1871    | 1881 (décès)     | Louis-Joseph Poncet (1824-1881)                  | Républicain                            | Notaire, ancien Maire de Morteau |
| 1881    | 1886             | Cyprien-Victor-Séraphin Chopard                  | Républicain                            | Propriétaire et brasseur à Morteau |
| 1886    | 1891 (décès)     | Alexis Chopard                                   | Républicain                            | Propriétaire et brasseur à Morteau, banquier                                                                                                |
| 1891    | 1900 (démission) | René Bassignot                                   | Républicain                            | Notaire à Morteau |
| 1901    | 1911             | Adolphe Emile Mocquot                            | Républicain Progressiste               | Médecin à Morteau |
| 1911    | 1928             | Adolphe Girod                                    | Rad.                                   | Général Maire de Frasne (1922-1929) Député (1906-1928) Nommé Trésorier-payeur général de la Guadeloupe en 1928                              |
| 1928    | 1940             | Georges Pernot                                   | FR-URD                                 | Avocat à Besançon Député (1924-1935) Sénateur du Doubs (1936-1945 et 1946-1959) Ministre (1928-1940) Nommé conseiller départemental en 1943 |
|         |                  |                                                  |                                        | |
| 1945    | 1964 (décès)     | Maxime Cupillard                                 | PRL puis CNIP                          | Industriel Maire de Villers-le-Lac (1935-1959), ancien conseiller d'arrondissement Président du Conseil Général (1961-1964)                 |
| 1964    | 1967             | Pierre Berçot                                    | CD                                     | Ingénieur Maire de Villers-le-Lac (1959-1970)                                                                                               |
| 1967    | 1973             | Christian Genevard                               | UDR                                    | Pharmacien Suppléant du député Edgar Faure (1968-1981) Député (1968-1969 et 1972-1973) Maire de Morteau (1964-1988)                         |
| 1973    | 1985             | Henri Cuénot (1919-1990)                         | PS                                     | Magasinier puis prothésiste dentaire Adjoint au Maire de Villers-le-Lac                                                                     |
| 1986    | 2004             | Claude Vermot                                    | RPR                                    | Entrepreneur Maire de Villers-le-Lac (1983-1995)                                                                                            |
| 2004    | 2015             | Albert Rognon                                    | UMP                                    | Chef d'entreprise Maire de Montlebon (2001-2008)                                                                                            |

### Conseillers d'arrondissement (de 1833 à 1940)
Le canton de Morteau avait deux conseillers d'arrondissement de 1919 à 1940.
| Période                                  | Période      | Identité                                        | Étiquette                    | Qualité |
| ---------------------------------------- | ------------ | ----------------------------------------------- | ---------------------------- | --- |
| 1833                                     | 1839         | Victor Alexandre Constant Cupillard (1791-1859) |                              | Propriétaire, maire de Montlebon                                                                            |
| 1839                                     | 1848         | Félix Ravier (1792-1861)                        |                              | Docteur en médecine à Morteau                                                                               |
| 1848                                     | 1850         | Charles-Albert-Gonzalve Pertusier               |                              | Industriel, maire de Morteau                                                                                |
|                                          |              |                                                 |                              | |
|                                          | 1881 (décès) | Pierre Eugène Chopard (1820-1881)               |                              | Brasseur à Morteau                                                                                          |
|                                          |              |                                                 |                              | |
| av.1887                                  |              | Joseph Augustin Béliard                         |                              | Maire de Grand'Combe, suppléant du juge de paix                                                             |
|                                          |              |                                                 |                              | |
| 1895                                     |              | François-Numa Chopard                           |                              | Adjoint au maire de Lac-ou-Villers                                                                          |
|                                          |              |                                                 |                              | |
| 1919                                     | 1925         | Charles Billard                                 | Rad.                         | Maire de Morteau                                                                                            |
| 1919                                     | 1931         | Charles Bobillier                               | Union nationale républicaine | Industriel, propriétaire à Grand'Combe                                                                      |
| 1925                                     | 1931         | Maxime Cupillard                                | Union nationale républicaine | Propriétaire à Lac-ou-Villers                                                                               |
| 1931                                     | 1940         | Pierre Besançon                                 | Union nationale républicaine | Huissier à Morteau                                                                                          |
| 1931                                     | 1940         | Francis Mamet                                   | Union nationale républicaine | Eleveur, maire des Fins                                                                                     |
| 1940                                     |              |                                                 |                              | Les conseils d'arrondissement ont été suspendus par la loi du 12 octobre 1940 et n'ont jamais été réactivés |
| Les données manquantes sont à compléter. |              |                                                 |                              | |

### Conseillers départementaux depuis 2015
| Période élective | Période élective | Mandat | Mandat   | Identité                  | Nuance | Nuance | Qualité |
| ---------------- | ---------------- | ------ | -------- | ------------------------- | ------ | ------ | --- |
| 2015             | 2021             | 2015   | 2021     | Jacqueline Cuenot-Stalder |        | Agir   | Conseil en gestion de patrimoine indépendant Adjointe au maire de Morteau                                                               |
| 2015             | 2021             | 2015   | 2021     | Denis Leroux              |        | LR     | Avocat Maire de Grand'Combe-des-Bois 10e vice-président, président de la 3e commission, chargé du développement numérique du territoire |
| 2021             | 2028             | 2021   | en cours | Jacqueline Cuenot-Stalder |        | Agir   | Conseillère sortante |
| 2021             | 2028             | 2021   | en cours | Denis Leroux              |        | LR     | Conseiller sortant |

### Résultats détaillés

#### Élections de mars 2015
À l'issue du 1er tour des élections départementales de 2015, deux binômes sont en ballottage : Jacqueline Cuenot-Stalder et Denis Leroux (UMP, 42,46 %) et Elisabeth Redoutey et Gilles Robert (PS, 35,05 %). Le taux de participation est de 52,96 % (9 927 votants sur 18 746 inscrits) contre 52,68 % au niveau départemental et 50,17 % au niveau national.
Au second tour, Jacqueline Cuenot-Stalder et Denis Leroux (UMP) sont élus avec 58,47 % des suffrages exprimés et un taux de participation de 51,08 % (5 170 voix pour 9 575 votants et 18 746 inscrits).
Jacqueline Cuenot-Stalder a quitté LR et est membre d'Agir, la droite constructive.

#### Élections de juin 2021
Le premier tour des élections départementales de 2021 est marqué par un très faible taux de participation (33,26 % au niveau national). Dans le canton de Morteau, ce taux de participation est de 30,7 % (5 825 votants sur 18 976 inscrits) contre 34,1 % au niveau départemental. À l'issue de ce premier tour, deux binômes sont en ballottage : Jacqueline Cuenot-Stalder et Denis Leroux (Union à droite, 81,59 %) et Vincent Besancon et Joséphine Milliot (RN, 18,41 %).
Le second tour des élections est marqué une nouvelle fois par une abstention massive équivalente au premier tour. Les taux de participation sont de 34,3 % au niveau national, 35,83 % dans le département et 30,76 % dans le canton de Morteau. Jacqueline Cuenot-Stalder et Denis Leroux (Union à droite) sont élus avec 82,83 % des suffrages exprimés (4 390 voix pour 5 839 votants et 18 981 inscrits),,. 

## Composition

### Composition avant 2015
Ce canton était composé de sept communes.
| Nom                  | Code Insee | Codepostal | Superficie (km2) | Population (dernière pop. légale) | Densité (hab./km2) |
| -------------------- | ---------- | ---------- | ---------------- | --------------------------------- | ------------------ |
| Morteau (chef-lieu)  | 25411      | 25500      | 14,11            | 6 779 (2012)                      | 480                |
| Les Combes           | 25160      | 25500      | 17,58            | 731 (2012)                        | 42                 |
| Les Fins             | 25240      | 25500      | 25,39            | 2 966 (2012)                      | 117                |
| Grand'Combe-Châteleu | 25285      | 25570      | 21,46            | 1 401 (2012)                      | 65                 |
| Les Gras             | 25296      | 25790      | 14,99            | 784 (2012)                        | 52                 |
| Montlebon            | 25403      | 25500      | 27,27            | 1 974 (2012)                      | 72                 |
| Villers-le-Lac       | 25321      | 25130      | 30,17            | 4 569 (2012)                      | 151                |

### Composition à partir de 2015
Le nouveau canton de Morteau comprend vingt-cinq communes entières.
| Nom                             | Code Insee | Intercommunalité        | Superficie (km2) | Population (dernière pop. légale) | Densité (hab./km2) | Modifier                                    |
| ------------------------------- | ---------- | ----------------------- | ---------------- | --------------------------------- | ------------------ | ------------------------------------------- |
| Morteau (bureau centralisateur) | 25411      | CC du Val de Morteau    | 14,11            | 6 905 (2022)                      | 489                | modifier les données · modifier les données |
| Le Barboux                      | 25042      | CC du Plateau du Russey | 11,26            | 238 (2022)                        | 21                 | modifier les données · modifier les données |
| Le Bélieu                       | 25050      | CC du Val de Morteau    | 10,72            | 512 (2022)                        | 48                 | modifier les données · modifier les données |
| Le Bizot                        | 25062      | CC du Plateau du Russey | 7,85             | 304 (2022)                        | 39                 | modifier les données · modifier les données |
| Bonnétage                       | 25074      | CC du Plateau du Russey | 17,71            | 1 001 (2022)                      | 57                 | modifier les données · modifier les données |
| La Bosse                        | 25077      | CC du Plateau du Russey | 5,13             | 86 (2022)                         | 17                 | modifier les données · modifier les données |
| La Chenalotte                   | 25148      | CC du Plateau du Russey | 4,88             | 532 (2022)                        | 109                | modifier les données · modifier les données |
| Les Combes                      | 25160      | CC du Val de Morteau    | 17,58            | 770 (2022)                        | 44                 | modifier les données · modifier les données |
| Les Fins                        | 25240      | CC du Val de Morteau    | 25,39            | 3 062 (2022)                      | 121                | modifier les données · modifier les données |
| Les Fontenelles                 | 25248      | CC du Plateau du Russey | 8,38             | 538 (2022)                        | 64                 | modifier les données · modifier les données |
| Grand'Combe-Châteleu            | 25285      | CC du Val de Morteau    | 21,46            | 1 507 (2022)                      | 70                 | modifier les données · modifier les données |
| Grand'Combe-des-Bois            | 25286      | CC du Plateau du Russey | 11,87            | 122 (2022)                        | 10                 | modifier les données · modifier les données |
| Les Gras                        | 25296      | CC du Val de Morteau    | 14,99            | 804 (2022)                        | 54                 | modifier les données · modifier les données |
| Laval-le-Prieuré                | 25329      | CC du Plateau du Russey | 5,29             | 33 (2022)                         | 6,2                | modifier les données · modifier les données |
| Le Luhier                       | 25351      | CC du Plateau du Russey | 5,21             | 243 (2022)                        | 47                 | modifier les données · modifier les données |
| Le Mémont                       | 25373      | CC du Plateau du Russey | 3,16             | 45 (2022)                         | 14                 | modifier les données · modifier les données |
| Mont-de-Laval                   | 25391      | CC du Plateau du Russey | 8,44             | 190 (2022)                        | 23                 | modifier les données · modifier les données |
| Montbéliardot                   | 25389      | CC du Plateau du Russey | 3,80             | 113 (2022)                        | 30                 | modifier les données · modifier les données |
| Montlebon                       | 25403      | CC du Val de Morteau    | 27,27            | 2 227 (2022)                      | 82                 | modifier les données · modifier les données |
| Narbief                         | 25421      | CC du Plateau du Russey | 3,47             | 99 (2022)                         | 29                 | modifier les données · modifier les données |
| Noël-Cerneux                    | 25425      | CC du Plateau du Russey | 6,36             | 455 (2022)                        | 72                 | modifier les données · modifier les données |
| Plaimbois-du-Miroir             | 25456      | CC du Plateau du Russey | 11,71            | 280 (2022)                        | 24                 | modifier les données · modifier les données |
| Le Russey                       | 25512      | CC du Plateau du Russey | 24,17            | 2 546 (2022)                      | 105                | modifier les données · modifier les données |
| Saint-Julien-lès-Russey         | 25522      | CC du Plateau du Russey | 10,01            | 182 (2022)                        | 18                 | modifier les données · modifier les données |
| Villers-le-Lac                  | 25321      | CC du Val de Morteau    | 30,17            | 5 248 (2022)                      | 174                | modifier les données · modifier les données |
| Canton de Morteau               | 2514       |                         | 310,39           | 28 042 (2022)                     | 90                 | modifier les données                        |

## Démographie

### Démographie avant 2015
| 1962   | 1968   | 1975   | 1982   | 1990   | 1999   | 2006   | 2011   | 2012   |
| ------ | ------ | ------ | ------ | ------ | ------ | ------ | ------ | ------ |
| 14 389 | 15 399 | 16 946 | 16 514 | 17 099 | 17 390 | 18 068 | 18 969 | 19 204 |

### Démographie depuis 2015
En 2022, le canton comptait 28 042 habitants, en évolution de +4,09 % par rapport à 2016 (Doubs : +1,88 %, France hors Mayotte : +2,11 %).
| 2013   | 2018   | 2022   |
| ------ | ------ | ------ |
| 26 084 | 27 444 | 28 042 |